# Džoni Novak
Džoni Novak (Ljubljana, 4 de setembre, 1969) és un futbolista eslovè.
Rodamon del futbol, ha jugat al seu país natal (Olimpija Ljubljana), Sèrbia (FK Partizan), Turquia (Fenerbahce SK), França (Le Havre AC, CS Sedan Ardennes), Alemanya (SpVgg Unterhaching) i Grècia (Olympiakos). Amb la selecció eslovena disputà l'Eurocopa 2000 i el Mundial del 2002.

## Palmarès
- Lliga iugoslava de futbol: 1992
- Lliga eslovena de futbol: 1994, 1995
- Copa eslovena de futbol: 1996
- Lliga grega de futbol: 2003